# Parafia św. Stanisława w Kostrzynie
Parafia św. Stanisława bp. w Kostrzynie – jedna z 10 parafii rzymskokatolickich dekanatu przytyckiego diecezji radomskiej. 

## Historia
- Budowę kościoła pw św. Stanisława bp. w Kostrzynie zainicjowano w czerwcu 1924. Parafia erygowana została 12 grudnia 1924 przez bp. Mariana Ryxa z wydzielonych wiosek parafii Klwów i Wyśmierzyce. Dalej budowę prowadził ks. Tomasz Zadęcki. Kościół został przebudowany według projektu arch. Kazimierza Prokulskiego w latach 1926 - 1929 staraniem ks. Wacława Kacznorowskiego. Restaurowany był w 1968. Kościół jest obiektem z drewna sosnowego i jodłowego, w stylu podhalańskim.

## Proboszczowie
- 1925–1926: ks. Tomasz Zadęcki
- 1926–1933: ks. Wacław Kocznorowski
- 1933–1937: ks. Franciszek Bobiński
- 1937–1950: ks. Bolesław Jagiełło
- 1950–1962: ks. Józef Drabowicz
- 1962–1985: ks. Józef Nowicki
- 1985–1991: ks. Eugeniusz Wrzeszcz
- 1991–2001: ks. Jan Wancerz
- 2001–2008: ks. Stanisław Malec
- 2008–2014: ks. Jarosław Jędrzejewski
- od 2014: ks. Sylwester Dętkowski

## Terytorium
- Do parafii należą: Jabłonna, Kiedrzyn, Kostrzyn, Kozłów, Olszowa, Ulów[1].